# Al-Kateb contra Godwin
Al-Kateb contra Godwin va ser una decisió de la Cort Suprema d'Austràlia, que va fallar el 6 d'agost de 2004 que la detenció indefinida d'una apàtrida era ajustada al dret. El cas va concernir Ahmed Al-Kateb, un palestí nascut a Kuwait que es va traslladar a Austràlia en 2000 i va aplicar per a un visat de protecció temporal. La decisió del Ministre d'Immigració rebutjant la seva aplicació va ser mantinguda pel Tribunal de Revisió de Refugiats i el Tribunal Federal. En 2002 Al-Kateb va declarar que volia tornar a Kuwait o Gaza. Quan es va saber que cap país acceptaria Al-Kateb, deixant-lo desplaçat, va ser detingut sota la política de detenció mandatària. Els dos problemes principals considerats per la Cort Suprema van ser sí o no la Llei de Migració de 1958 (la legislació que governa la immigració a Austràlia) permetia la detenció indefinada d'algú en la situació d'Al-Kateb, i si era permissible sota la Constitució d'Austràlia. La major part del tribunal van decidir que la Llei sí permetia la definició indefinida, i que la Llei era inconstitucional.
La controvèrsia sobre el resultat del cas va resultar en una revisió de les circumstàncies de vint-i-quatre apàtrides en detenció d'immigració, i a nou d'aquests, incloent Al-Kateb, els van ser concedits visats i van ser deixats a entrar la comunitat.